# Божовский, Константин Васильевич
Константин Васильевич Божовский (1826 — 1907) — Сувалкский губернатор.

## Биография
Окончив курс в Киевской духовной академии по первому разряду, вступил в службу 27 марта 1852 года учителем Екатеринославской духовной семинарии по классической словесности и латинскому языку. В том же году возведен на степень кандидата богословия, с правом на получение степени магистра.
В 1858 году возведен в степень магистра богословия и уволен в светское звание, а в 1861 году назначен старшим чиновником особых поручении при Екатеринославском гражданском губернаторе. С 1862 года заведывал также делами губернского по крестьянским делам присутствия. В 1863 году причислен к Министерству внутренних дел и назначен председателем поверочной комиссии Борисовского уезда, Минской губернии. В следующем году участвовал в Вильне в обсуждении разных вопросов, касающихся выкупной операции в Западных губерниях, и назначен членом от правительства в Минское губернское по крестьянским делам присутствие.В 1866 году назначен председателем Ломжинской комиссии по крестьянским делам и причислен к собственной Его Императорского Величества канцелярии по делам Царства Польского.
В 1867 году перемещен председателем Сувалкской комиссии по крестьянским делам. В 1869 году перешел на службу в Министерство финансов и назначен управляющим Сувалкской казенной палатой. В 1876 году был вызван в Санкт-Петербург для участия в особой комиссии по переустройству налогов в городах Царства Польского. В 1881—1882 годах участвовал в занятиях комиссии по передаче казенных имуществ в министерство государственных имуществ. В 1884 году назначен управляющим Варшавской казенной палатой. Состоя в этой должности председательствовал в 1888 году в Варшаве в комиссии по еврейскому вопросу и участвовал в комиссиях об устройстве в окрестностях Варшавы пригородной полиции и для рассмотрения действии положения о земской страже, а также в образованной при министерстве финансов комиссии для составления проекта новых правил о провинции на крестьянских землях губернии Царства Польского. В том же году назначен членом Варшавского статистического комитета. В 1891 году назначен управляющим канцелярией Варшавского генерал-губернатора, а в 1895 году назначен на пост Сувалкского губернатора.
Скончался в 1907 году.